# Arrondissement du Lac de Constance
L'arrondissement du Lac de Constance est un arrondissement  (« Landkreis » en allemand) de Bade-Wurtemberg (Allemagne) situé dans le district (« Regierungsbezirk » en allemand) de Tübingen. Son chef lieu est Friedrichshafen.

## Tableau Général des Communes

Localisation des communes dans l'arrondissement

| Unité Territoriale     | Statut                        | Nbre Quartiers Ortsteile/Stadtteile | Bourgmestre (Parti)       | Code Postal           | Indicatif Téléphonique                                 | Code Plaque Minéralogique | Superficie | Population | Date population | Densité |
| ---------------------- | ----------------------------- | ----------------------------------- | ------------------------- | --------------------- | ------------------------------------------------------ | ------------------------- | ---------- | ---------- | --------------- | ------- |
| Bermatingen            | Commune                       | 2                                   | Martin Rupp               | 88697                 | +49-07544                                              | FN                        | 15,45 km²  | 3 987      | 31/12/2015      | 258,06  |
| Daisendorf             | Commune                       | 1                                   | Frank Lemke (CDU)         | 88718                 | +49-07532                                              | FN                        | 2,44 km²   | 1 560      | 31/12/2015      | 639,34  |
| Deggenhausertal        | Commune                       | 6                                   | Fabian Meschenmoser       | 88693                 | +49-07555                                              | FN                        | 62,18 km²  | 4 209      | 31/12/2015      | 67,69   |
| Eriskirch              | Commune                       | 4                                   | Arman Aigner              | 88097                 | +49-07541                                              | FN                        | 14,58 km²  | 4 925      | 31/12/2015      | 337,79  |
| Frickingen             | Commune                       | 4                                   | Jürgen Stukle             | 88699                 | +49-07554                                              | FN                        | 26,46 km²  | 2 915      | 31/12/2015      | 110,17  |
| Friedrichshafen        | Grande Ville d'Arrondissement | 5                                   | Andreas Brand             | 88045, 88046 et 88048 | +49-07541, +49-07544 et +49-07546                      | FN                        | 69,94 km²  | 59 108     | 31/12/2015      | 845,12  |
| Hagnau am Bodensee     | Commune                       | 1                                   | Volker Frede              | 88709                 | +49-07532                                              | FN                        | 2,94 km²   | 1 421      | 31/12/2015      | 483,33  |
| Heiligenberg           | Commune                       | 8                                   | Frank Amann               | 88633                 | +49-07554                                              | FN                        | 40,77 km²  | 3 011      | 31/12/2015      | 73,85   |
| Immenstaad am Bodensee | Commune                       | 3                                   | Jürgen Beisswenger        | 88090                 | +49-07545                                              | FN                        | 9,26 km²   | 6 440      | 31/12/2015      | 695,46  |
| Kressbronn am Bodensee | Commune                       | 1                                   | Daniel Enzensperger (CDU) | 88079                 | +49-07543                                              | FN                        | 20,43 km²  | 8 538      | 31/12/2015      | 417,91  |
| Langenargen            | Commune                       | 1                                   | Achim Krafft (CDU)        | 88085                 | +49-07543                                              | FN                        | 15,27 km²  | 7 863      | 31/12/2015      | 514,93  |
| Markdorf               | Commune                       | 3                                   | Georg Riedmann (CDU)      | 88677                 | +49-07544                                              | FN                        | 40,91 km²  | 13 714     | 31/12/2015      | 335,22  |
| Meckenbeuren           | Commune                       | 4                                   | Andreas Schmid (CDU)      | 88074                 | +49-07542                                              | FN                        | 31,89 km²  | 13 252     | 31/12/2015      | 415,55  |
| Meersburg              | Commune                       | 2                                   | Robert Scherer            | 88709                 | +49-07532                                              | FN                        | 12,08 km²  | 5 776      | 31/12/2015      | 478,15  |
| Neukirch               | Commune                       | 2                                   | Reinhold Schnell          | 88099                 | +49-07528                                              | FN                        | 26,58 km²  | 2 681      | 31/12/2015      | 100,87  |
| Oberteuringen          | Commune                       | 1                                   | Karl-Heinz Beck (CDU)     | 88094                 | +49-07546                                              | FN                        | 20,07 km²  | 4 704      | 31/12/2015      | 234,38  |
| Owingen                | Commune                       | 4                                   | Henrik Wengert            | 88696                 | +49-07551 et +49-07557                                 | FN                        | 36,73 km²  | 4 246      | 31/12/2015      | 115,60  |
| Salem                  | Commune                       | 11                                  | Manfred Härle (CDU)       | 88682                 | +49-07544, +49-07553, +49-07554 et +49-07556           | FN                        | 62,70 km²  | 11 265     | 31/12/2015      | 179,67  |
| Sipplingen             | Commune                       | 1                                   | Oliver Gortat             | 78354                 | +49-07551                                              | FN                        | 4,28 km²   | 2 099      | 31/12/2015      | 490,42  |
| Stetten                | Commune                       | 1                                   | Daniel Heß (CDU)          | 88719                 | +49-07532                                              | FN                        | 4,30 km²   | 1 036      | 31/12/2015      | 240,93  |
| Tettnang               | Ville                         | 4                                   | Bruno Walter              | 88069 et 88079        | +49-07528, +49-07542 et +49-07543                      | FN                        | 71,22 km²  | 18 975     | 31/12/2015      | 266,43  |
| Überlingen             | Ville-Arrondissement          | 8                                   | Jan Zeitler (SPD)         | 88662                 | +49-07551, +49-07553, +49-07554 +49-07771 et +49-07773 | FN                        | 58,67 km²  | 22 408     | 31/12/2015      | 381,93  |
| Uhldingen-Mühlhofen    | Commune                       | 1                                   | Edgar Lamm (CDU)          | 88690                 | +49-07556                                              | FN                        | 15,66 km²  | 8 068      | 31/12/2015      | 515,20  |
| Lac de Constance       | 23 Communes                   |                                     |                           |                       |                                                        |                           | 664,81 km² | 212 201    | 31/12/2015      | 319,19  |